# Santo Stefano d'Aveto
Santo Stefano d'Aveto (en ligur San Steva (o Stea) d'Aveto o San Ste en la variant local) és un comune italià, situat a la regió de la Ligúria i a la ciutat metropolitana de Gènova. El 2011 tenia 1.207 habitants.

## Geografia
Situat la vall d'Aveto, a l'est de Gènova, el comune és molt muntanyós i compta amb alguns dels principals cims dels Apenins Ligurs, com el mont Maggiorasca (1.809 m), el mont Bue (1.775 m) i el mont Penna (1.735 m). Té una superfície de 54,78 km² i les frazioni d'Allegrezze, Alpicella d'Aveto, Amborzasco, Ascona, Casoni, Casafredda, Cornaleto, Costapelata, Gavadi, Gramizza, La Villa, Montegrosso, Pievetta, Rocca d'Aveto i Villaneri. Limita amb les comunes de Bedonia, Borzonasca, Ferriere, Rezzoaglio i Tornolo.